# Japan Record Award
A Japan Record Award (日本レコード大賞; Hepburn: Nihon Rekōdo Taishō) a Japán zeneszerzők szövetsége által adott díj a zenei életben elért kimagasló teljesítményért. A díjat magát Tógó Szeidzsi egykori festőművész tervezte.

## Kategóriák
A Japan Record Award négy különálló díj, melyet bármilyen műfajú előadónak odaítélhetnek.
- Japan Record Award: a nyertes dal előadója és produkciós csapata kapja meg.
- Legjobb album: a nyertes stúdióalbum előadója és produkciós csapata kapja meg.
- Legjobb énekteljesítmény: a nyertes énekes/énekesnő  kapja meg.
- Legjobb új előadó: az az előadó kapja meg, akinek az adott évben jelent meg az első kiadványa, amellyel nagyobb ismertségre tettek szert (ez nem feltétlenül jelenti az első kiadványukat).
- Új előadó: a legjobb új előadó kategóriában jelölt négy előadó kapja meg.

## Japan Record Award nyertesek
| #  | Év   | Év   | Dal                                                  | Kiadó                        | Előadó                                   |
| -- | ---- | ---- | ---------------------------------------------------- | ---------------------------- | ---------------------------------------- |
| 1  | 1959 | 1959 | Kuroi Hanabira                                       | Toshiba Music                | Mizuhara Hirosi                          |
| 2  | 1960 | 1960 | Dare Jori mo Kimi o Aiszu                            | JVC Victor                   | Macuo Kazuko Vada Hirosi and Mahinastars |
| 3  | 1961 | 1961 | Kimi Koisi                                           | JVC Victor                   | Frank Nagai                              |
| 4  | 1962 | 1962 | Icudemo Jume vo                                      | JVC Victor                   | Hasi Yukio Josinaga Szajuri              |
| 5  | 1963 | 1963 | Konnicsiva Akacsan                                   | King Records                 | Azusza Micsijo                           |
| 6  | 1964 | 1964 | Ai to Si vo Micumete                                 | Nippon Columbia              | Aojama Kazuko                            |
| 7  | 1965 | 1965 | Javara                                               | Nippon Columbia              | Miszora Hibari                           |
| 8  | 1966 | 1966 | Muhjó                                                | JVC Victor                   | Hasi Jukio                               |
| 9  | 1967 | 1967 | Blue Chateau                                         | Nippon Columbia              | Jackey Yoshikawa and Blue Comets         |
| 10 | 1968 | 1968 | Tensi no Júvaku                                      | Toshiba Music                | Majuzumi Dzsun                           |
| 11 | 1969 | 1969 | Iidzsanaino Siavasze Naraba                          | JVC Victor                   | Szagara Naomi                            |
| 12 | 1970 | 1970 | Kjó de Ovakare                                       | Polydor                      | Szugavara Joicsi                         |
| 13 | 1971 | 1971 | Mata au hi Made                                      | Phonogram                    | Ozaki Kijohiko                           |
| 14 | 1972 | 1972 | Kasszai                                              | Nippon Columbia              | Naomi Csiaki                             |
| 15 | 1973 | 1973 | Jozora                                               | Tokuma Music                 | Icuki Hirosi                             |
| 16 | 1974 | 1974 | Erimo Miszaki                                        | Victor Music                 | Mori Sinici                              |
| 17 | 1975 | 1975 | Sikuramen no Kahori                                  | King Records                 | Fusze Akira                              |
| 18 | 1976 | 1976 | Kita no Jadokara                                     | Nippon Columbia              | Mijako Harumi                            |
| 19 | 1977 | 1977 | Katte ni Sijagare                                    | Polydor                      | Szavada Kendzsi                          |
| 20 | 1978 | 1978 | UFO                                                  | Victor Music                 | Pink Lady                                |
| 21 | 1979 | 1979 | Miszerarete                                          | CBS Sony                     | Judy Ongg                                |
| 22 | 1980 | 1980 | Ame no Bodzsó                                        | Teichiku                     | Jasiro Aki                               |
| 23 | 1981 | 1981 | Ruby No Jubiva                                       | Toshiba EMI                  | Terao Akira                              |
| 24 | 1982 | 1982 | Kita Szakaba                                         | Nippon Columbia              | Hoszokava Takasi                         |
| 25 | 1983 | 1983 | Jagiri no Vatasi                                     | Nippon Columbia              | Hoszokava Takasi                         |
| 26 | 1984 | 1984 | Nagaragava Enka                                      | Tokuma Japan                 | Icuki Hirosi                             |
| 27 | 1985 | 1985 | Meu Amore                                            | Warner Pioneer               | Nakamori Akina                           |
| 28 | 1986 | 1986 | Desire                                               | Warner Pioneer               | Nakamori Akina                           |
| 29 | 1987 | 1987 | Orokamono                                            | CBS Sony                     | Kondo Maszahiko                          |
| 30 | 1988 | 1988 | Paradise Ginga                                       | Pony Canyon                  | Hikaru Genji                             |
| 31 | 1989 | 1989 | Szamisii Nettaigjo                                   | Polystar                     | Wink                                     |
| 32 | 1990 | Enka | Koiuta Cuzuri                                        | Polystar                     | Horiucsi Takao                           |
| 32 | 1990 | Pop  | Odoru Pompokolin                                     | BMG Japan                    | B.B.Queens                               |
| 33 | 1991 | Enka | Kita no Daicsi                                       | Nippon Crown                 | Kitadzsima Szaburo                       |
| 33 | 1991 | Pop  | Ai va Kacu                                           | Polydor                      | KAN                                      |
| 34 | 1992 | Enka | Siroi Kaikjó                                         | King Records                 | Ocuki Mijako                             |
| 34 | 1992 | Pop  | Kimi ga Iru Dake de                                  | Sony Music                   | Kome Kome Club                           |
| 35 | 1993 | 1993 | Mugonzaka                                            | Polydor Records              | Kozai Kaori                              |
| 36 | 1994 | 1994 | Innocent World                                       | Toy’s Factory                | Mr. Children                             |
| 37 | 1995 | 1995 | Overnight Sensation (Dzsidai va Anata ni Judaneteru) | Avex                         | TRF                                      |
| 38 | 1996 | 1996 | Don’t Wanna Cry                                      | Avex                         | Amuro Namie                              |
| 39 | 1997 | 1997 | Can You Celebrate?                                   | Avex                         | Amuro Namie                              |
| 40 | 1998 | 1998 | Wanna Be a Dreammaker                                | Avex                         | Globe                                    |
| 41 | 1999 | 1999 | Winter, Again                                        | Unlimited Records            | Glay                                     |
| 42 | 2000 | 2000 | Tsunami                                              | Victor Entertainment         | Southern All Stars                       |
| 43 | 2001 | 2001 | Dearest                                              | Avex                         | Hamaszaki Ajumi                          |
| 44 | 2002 | 2002 | Voyage                                               | Avex                         | Hamaszaki Ajumi                          |
| 45 | 2003 | 2003 | No Way to Say                                        | Avex                         | Hamaszaki Ajumi                          |
| 46 | 2004 | 2004 | Sign                                                 | Toy’s Factory                | Mr. Children                             |
| 47 | 2005 | 2005 | Butterfly                                            | Rhythm Zone (Avex)           | Koda Kumi                                |
| 48 | 2006 | 2006 | Ikken                                                | Columbia Music Entertainment | Hikava Kijosi                            |
| 49 | 2007 | 2007 | Cubomi                                               | Warner Music Japan           | Kobukuro                                 |
| 50 | 2008 | 2008 | Ti Amo                                               | Rhythm Zone (Avex)           | Exile                                    |
| 51 | 2009 | 2009 | Someday                                              | Rhythm Zone (Avex)           | Exile                                    |
| 52 | 2010 | 2010 | I Wish for You                                       | Rhythm Zone (Avex)           | Exile                                    |
| 53 | 2011 | 2011 | Flying Get                                           | You! Be Cool! (King Records) | AKB48                                    |

## A díjátadó helyszínei
- 1969–1984: Imperial Garden Theater
- 1985–1993: Nippon Budókan
- 1994–2003: TBS Broadcasting Center
- 2004–: Új Nemzeti Színház

## Külső hivatkozások
- A Japán zeneszerzők szövetségének hivatalos weboldala (japánul)
- A TBS hivatalos weboldala (japánul)